# Indotyphlops albiceps
Indotyphlops albiceps är en ormart som beskrevs av Boulenger 1898. Indotyphlops albiceps ingår i släktet Indotyphlops och familjen maskormar. Inga underarter finns listade i Catalogue of Life.
Arten förekommer på Malackahalvön och i angränsande områden av Thailand och Myanmar. Fynd från Hongkong är antagligen introducerade exemplar. Indotyphlops albiceps lever främst i torra skogar. Den kan troligtvis anpassa sig till landskap som förändrades av människan. Individerna gräver i marken. Antagligen lägger honor ägg.
I Hongkong hotas beståndet av skogsavverkningar. Indotyphlops albiceps är ganska sällsynt men den har ett stort utbredningsområde. IUCN kategoriserar arten globalt som livskraftig.